# Hideki Mutō
Hideki Mutō (jap. 武藤英紀 Mutō Hideki) (ur. 10 października 1982 roku w Tokio) – japoński kierowca wyścigowy.

## Początek kariery
Karierę rozpoczął w 1996 roku w gokartach. Szybko znalazł się w programie młodych kierowców koncernu Honda, tzw. Formula Dream Project, dzięki czemu mógł rozwijać swoje umiejętności w bardziej zaawansowanych seriach wyścigowych. W latach 1998–2001 startował w brytyjskiej Formule Vauxhall i Formule Ford; po czym wrócił do Japonii.
W 2002 roku został mistrzem Formuły Dream, następnie przeniósł się do japońskiej Formuły 3, gdzie startował dwa lata. W 2006 roku ścigał się w najwyższej serii open-wheel w kraju, Formule Nippon w zespole byłego kierowcy Formuły 1, Satoru Nakajimy.

## IRL IndyCar Series

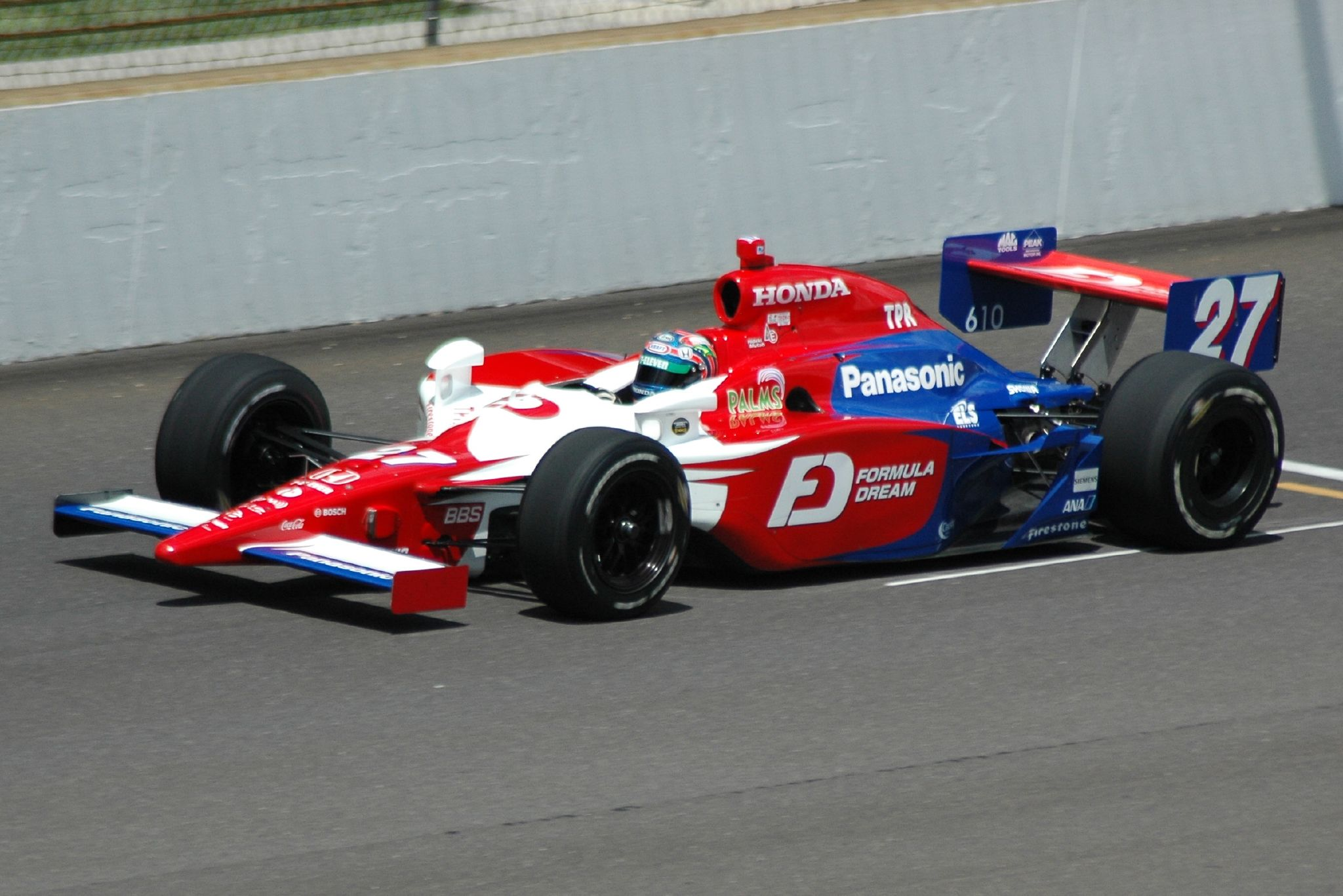
Hideki Mutō podczas treningów przed Indianapolis 500 w 2008 roku

W 2007 roku dzięki wsparciu Hondy wyjechał do Stanów Zjednoczonych, gdzie rozpoczął występy w serii Indy ProSeries w zespole Aguri Suzukiego (przy współpracy technicznej ze strony Panther Racing). W trakcie sezonu pokazał się z dobrej strony, m.in. odnosząc dwa zwycięstwa, co zaowocowało możliwością startu w ostatniej rundzie sezonu IndyCar na torze w Chicagoland. W tym wyścigu zajął ósme miejsce (reprezentował barwy Panther Racing).
W 2008 roku zastąpił odchodzącego do NASCAR Dario Franchittiego w zespole Andretti Green Racing, zdobył w tym sezonie tytuł najlepszego nowicjusza (Rookie of the year) i zajął 10. miejsce w klasyfikacji. W sezonie 2009 kontynuował starty w zespole AGR zajmując na koniec 11. miejsce.
Jego najlepszym wynikiem w dotychczasowej karierze IndyCar jest drugie miejsce na torze owalnym Iowa Speedway w 2008 roku.

## Starty w karierze
| Sezon | Seria                | Zespół                     | Starty | PP | Zwyc. | Punkty | Pozycja |
| ----- | -------------------- | -------------------------- | ------ | -- | ----- | ------ | ------- |
| 2004  | Japońska Formuła 3   | Toda Racing                | 19     | 0  | 0     | 83     | 9.      |
| 2005  | Japońska Formuła 3   | M Tec                      | 20     | 2  | 3     | 187    | 3.      |
| 2006  | Formuła Nippon       | PIAA Nakajima Racing       | 9      | 0  | 0     | 1      | 12.     |
| 2006  | Super GT Japan GT500 | Nakajima Racing            | 9      | 0  | 1     | 51     | 11.     |
| 2007  | Indy Pro Series      | Super Aguri Panther Racing | 15     | 2  | 2     | 481    | 2.      |
| 2007  | IRL IndyCar Series   | Panther Racing             | 1      | 0  | 0     | 24     | 25.     |
| 2008  | IRL IndyCar Series   | Andretti Green Racing      | 18     | 0  | 0     | 346    | 10.     |
| 2009  | IRL IndyCar Series   | Andretti Green Racing      | 17     | 0  | 0     | 353    | 11.     |
| 2010  | IRL IndyCar Series   | Newman/Haas/Lanigan Racing | 17     | 0  | 0     | 250    | 18.     |
| 2011  | IRL IndyCar Series   | AFS Racing                 | 1      | 0  | 0     | 12     | 43.     |

## Starty w Indianapolis 500
| Rok  | Nadwozie | Silnik | Start | Wynik | Uwagi           |
| ---- | -------- | ------ | ----- | ----- | --------------- |
| 2008 | Dallara  | Honda  | 9     | 7     |                 |
| 2009 | Dallara  | Honda  | 16    | 10    |                 |
| 2010 | Dallara  | Honda  | 9     | 28    | Balans nadwozia |